# سیلویا بوسورجی
سیلویا بوسورجی (ایتالیایی: Silvia Bosurgi؛ زادهٔ ۱۷ آوریل ۱۹۷۹) بازیکن واترپلو اهل ایتالیا است.
وی در مسابقات کشوری و بین‌المللی در مجموع برندهٔ ۳ مدال طلا، ۲ مدال نقره شده‌است.